# NGC 5200
NGC 5200 — двойная звезда в созвездии Дева.
Этот объект входит в число перечисленных в оригинальной редакции «Нового общего каталога».